# Període refractari
En el marc de la sexualitat humana, s'anomena període refractari a la fase de recuperació després de l'orgasme durant la qual és fisiològicament impossible per a un home tenir més orgasmes. Tot i que s'ha afirmat de forma general que les dones no pateixen període refractari i, per tant, poden experimentar orgasmes addicionals poc després del primer, algunes fonts asseguren que tant homes com dones experimenten un període refractari perquè les dones poden experimentar un moment després de l'orgasme en què més estimulació sexual no produeix excitació.

## Factors i teories
Tot i que el període refractari pot variar en duració de forma considerable d'un individu a un altre, des de minuts a dies, la majoria dels homes no poden aconseguir o mantenir una erecció durant aquest temps, i molts experimenten un sentiment de satisfacció i desinterès temporal en més activitat sexual; el penis pot estar híper-sensitiu i més estimulació sexual podria ser dolorosa durant aquest marc de temps.
Es creu que un augment de l'hormona oxitocina durant l'ejaculació és la causa principal del període refractari masculí, i que la quantitat en què augmenta l'oxitocina pot afectar la durada de cada període refractari. Un altre compost químic que és considerat responsable del període refractari masculí és la prolactina, que reprimeix la dopamina, aquesta darrera responsable de l’excitació sexual. A causa d'això, hi ha actualment un interès experimental per substàncies que inhibeixen la prolactina, tals com la cabergolina (també coneguda com a Cabeser o Dostinex). Informes anecdòtics sobre la cabergolina suggereixen que és possible que elimini el període refractari, permetent als homes arribar a múltiples orgasmes ejaculatoris en una ràpida successió. Com a mínim un estudi científic dona suport a aquestes afirmacions, encara que la cabergolina és una substància que altera les hormones i pot tenir molts efectes potencials. No ha estat aprovada per tractar la disfunció erèctil.
De manera addicional s'ha proposat que l'hormona inhibidora gonadotropina (les sigles en anglès són GnIH), la qual es considera que inhibeix l'eix hipotalàmic-hipofisiari-gonadal i les funcions sexuals, causa l'efecte del període refractari. Aquesta hipòtesi també dona suport als estudis previs sobre l'increment de l'oxitocina i la prolactina després de l'orgasme.
Una teoria alternativa explica el període refractari masculí en termes d'un mecanisme perifèric de retroalimentació autonòmica, en comptes de substàncies químiques com l'oxitocina, la serotonina i la prolactina. És sabut que la retroalimentació autonòmica regula altres sistemes fisiològics com la respiració, la pressió sanguínia, motilitat de les vísceres. Aquesta teoria suggereix que després de l'ejaculació masculina, la disminució de tensió en les parets d'estructures tals com la vesícula seminal provoca un canvi en els senyals autonòmics enviats a aquests òrgans, creant circuit de retroalimentació negativa. Aquest mecanisme és similar a la disminució de la motilitat gastrointestinal quan els continguts gàstrics ja han passat a través. Un cop s'ha creat el circuit de retroalimentació, el període refractari resta fins que el circuit es trenca perquè la tensió de les parets de la vesícula seminal ha tornat a la normalitat. A mesura que els homes envelleixen, incrementa el temps necessari per restaurar la tensió a la vesícula seminal.
La resposta sexual femenina és més diversa que la dels homes, i les dones són capaces d'arribar a orgasmes addicionals o múltiples a través de més estimulació sexual. No obstant això, hi ha moltes dones que experimenten híper-sensibilitat del clítoris després de l'orgasme, el que crea a la pràctica un període refractari. Aquestes dones són capaces de més orgasmes, però el dolor que implica arribar-hi ho fa indesitjable.

## Altres estudis
Segons alguns estudis, els homes de 18 anys tenen un període refractari d'aproximadament 15 minuts, mentre que el dels homes de 70 anys és de 20 hores, essent la mitjana de tots els homes d'una mitja hora. Alguns homes no mostren cap període refractari o tenen un període de menys de 10 segons, tot i que aquests casos són més estranys. Es va dur a terme un estudi el 1995 a la Rutgers University per documentar els orgasmes múltiples masculins, naturals i plenament ejaculatoris. Durant l'estudi, es van aconseguir sis orgasmes plenament ejaculatoris en 36 minuts, sense cap període refractari aparent. Més endavant, P. Haake et al. van informar del cas d'un home arribant a múltiples orgasmes sense una elevada resposta de prolactina.